# پارک کاسای‌رینکای
پارک کاسای‌رینکای (به ژاپنی: 葛西臨海公園 Kasai rinkai koen) یکی از پارک‌های توکیو پایتخت ژاپن است. این پارک ۷۹٫۹ هکتار مساحت دارد و از نظر بزرگی بعد از پارک میزوموتو دومین پارک بزرگ مناطق ویژه توکیو محسوب می‌شود و به داشتن گل‌های نرگس در ماه ژانویه معروف است.

## رسیدن به پارک
- جی آر، خط کییو ایستگاه کاسائی‌رینکائی‌کوئن. تا پارک ۱ دقیقه پیاده راه است.

## نگارخانه

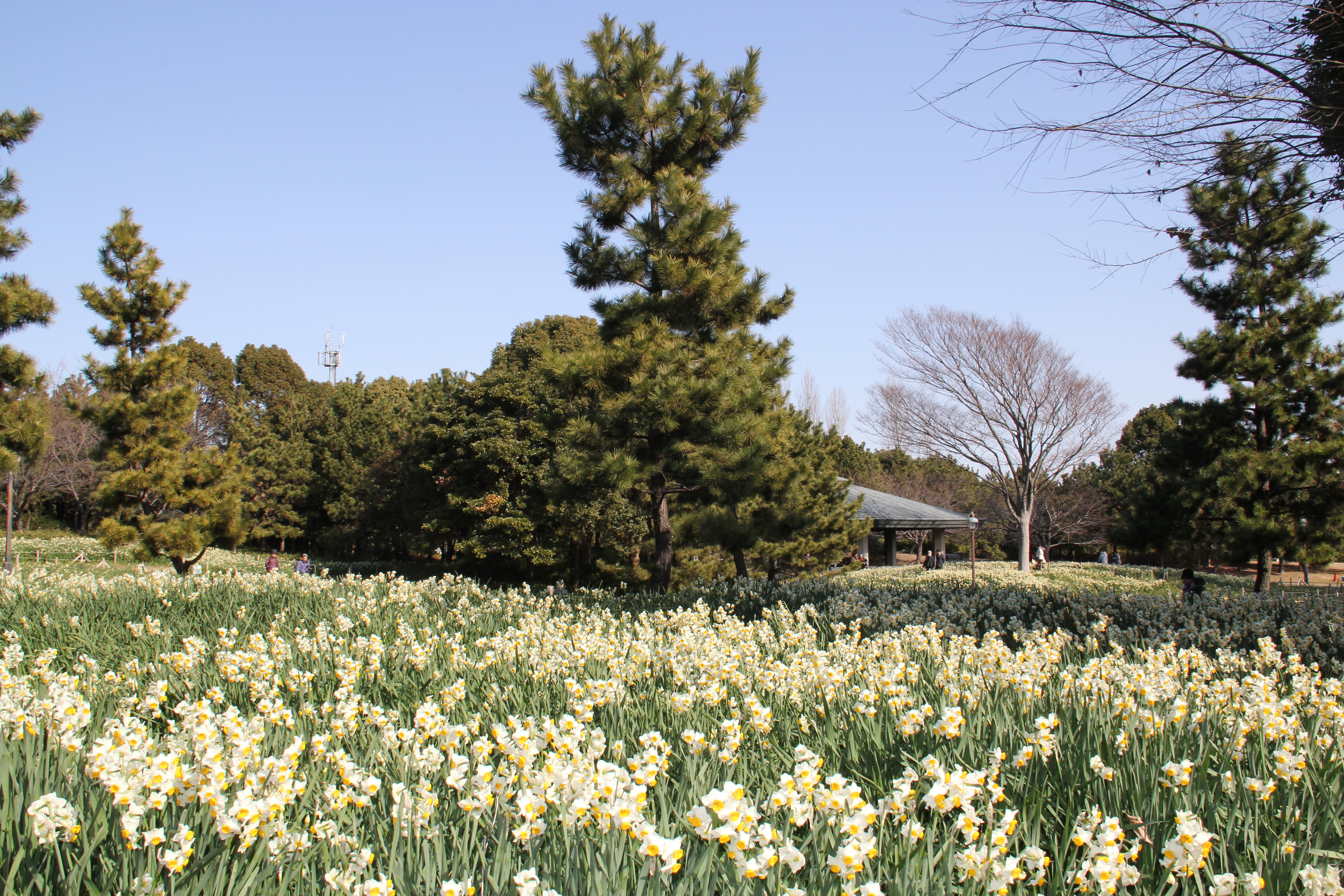
پارک در ماه ژانویه
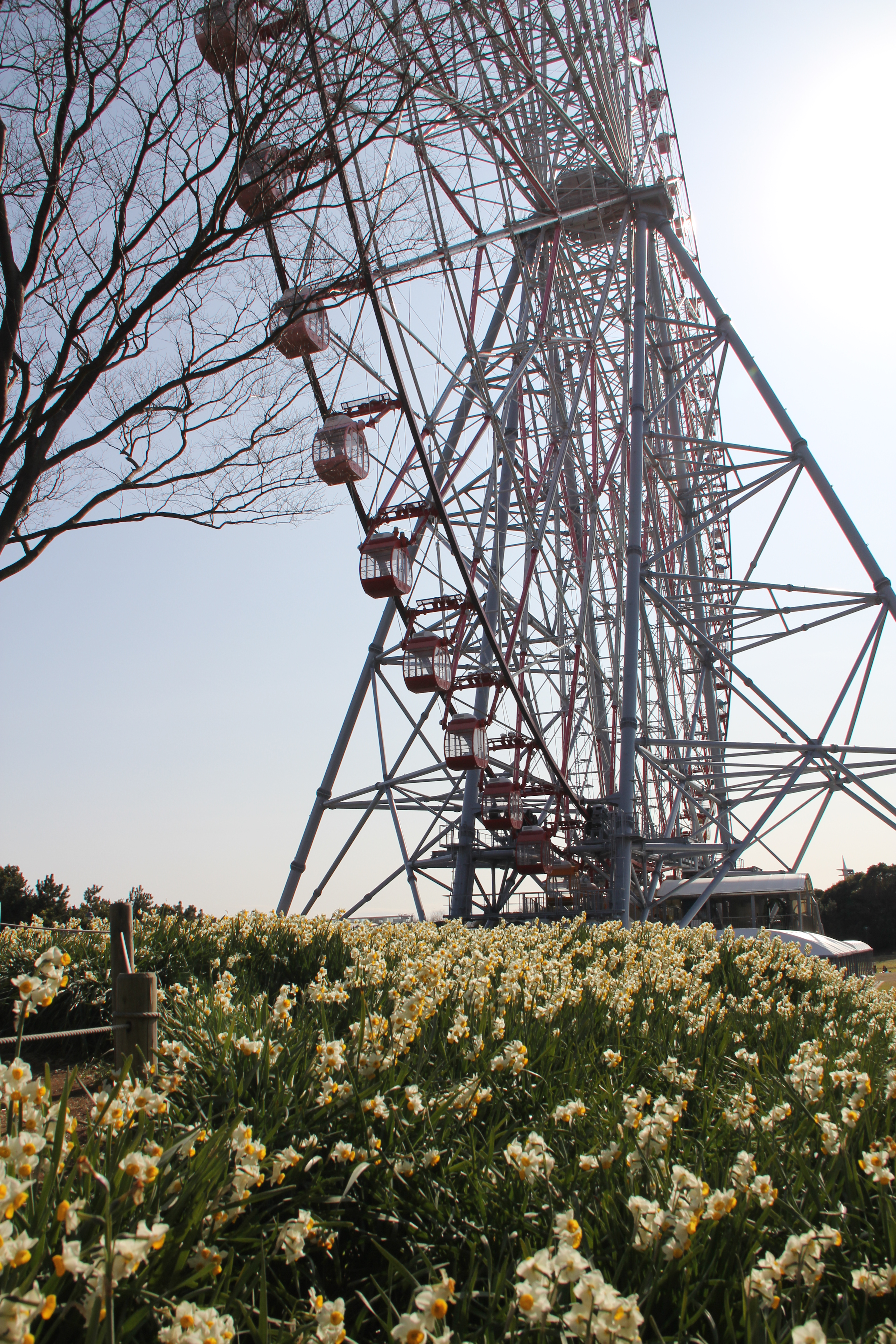
گل‌های نرگس اطراف چرخ فلک بزرگ پارک
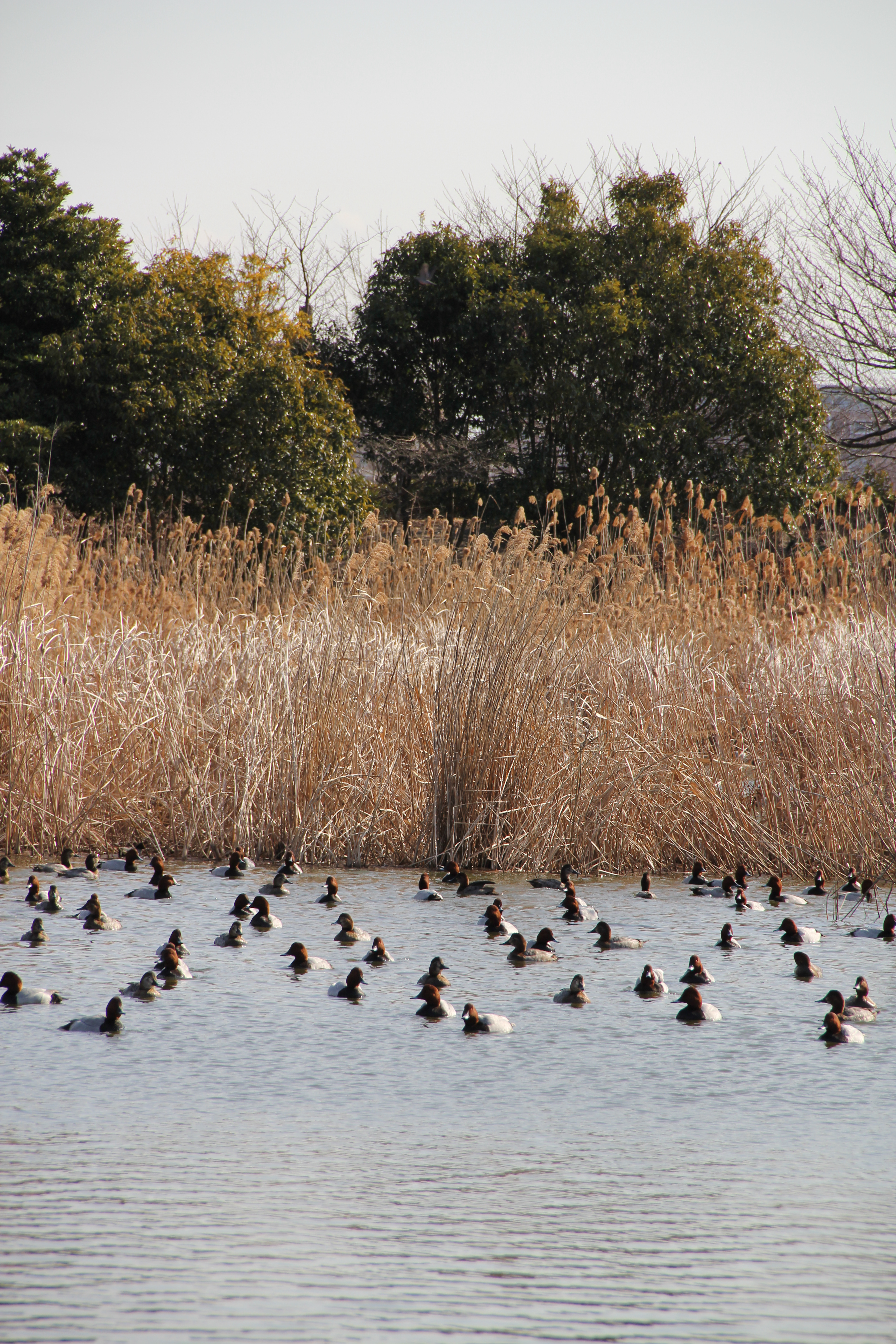
مرداب اردک‌ها